# Date A Live
Date A Live (Nhật: デート・ア・ライブ Hepburn: Dēto A Raibu) là một series light novel Nhật Bản được viết bỏi  Tachibana Kōshi và minh họa bởi Tsunako. Fujimi Shobo đã xuất bản 22 tập từ tháng 3 năm 2011 đến tháng 3 năm 2020 dưới dấu ấn Fujimi Fantasia Bunko của họ.
Tác phẩm sau này được chuyển thể thành một loạt anime truyền hình bởi AIC Plus+ được phát sóng từ tháng 4 đến tháng 6 năm 2013. Mùa thứ hai do Production IMS sản xuất được phát sóng từ tháng 4 đến tháng 6 năm 2014. Một bộ phim anime dài, Date A Live: Mayuri Judgement, được phát hành vào tháng 8 năm 2015. Một spin-off light novel, Date A Live Fragment: Date A Bullet, bắt đầu xuất bản vào tháng 3 năm 2017. Mùa thứ ba của J.C.Staff được phát sóng từ tháng 1 đến tháng 3 năm 2019. Mùa thứ tư của Geek Toys được phát sóng từ tháng 4 đến tháng 6 năm 2022. Mùa thứ năm được phát sóng từ tháng 4 đến tháng 6 năm 2024.

## Cốt truyện
Ba mươi năm về trước, có một hiện tượng lạ gọi là "không gian chấn" tàn phá trung tâm lục địa Á-Âu, cướp đi sinh mạng của hơn 150 triệu người. Sau đó, các đợt không gian chấn xuất hiện với tần số thấp hơn. Itsuka Shido, một học sinh cao trung bình thường đã gặp một cô gái bí ẩn tại trung tâm của một đợt không chấn. Sau đó, cậu biết rằng nguyên nhân xảy ra các vụ không gian chấn là do sự xuất hiện của các "Tinh Linh". Cậu cũng biết được rằng em gái cậu (Itsuka Kotori) là chỉ huy của phi thuyền Fraxinus, trực thuộc Ratatoskr và được yêu cầu sử dụng năng lực bí ẩn của mình để phong ấn sức mạnh của các tinh linh để ngăn cho họ không trở thành hiểm họa của nhân loại. Tuy nhiên, có một nhược điểm: để phong ấn sức mạnh của tinh linh, Shido buộc phải khiến các Tinh Linh yêu và hôn cậu.

## Truyền thông

### Light novel
Date A Live ban đầu được phát hành dưới hình thức light novel, do Tachibana Kōshi sáng tác và Tsunako minh họa. Tập đầu tiên có tựa đề "Tohka Dead End" được xuất bản vào ngày 19 tháng 3 năm 2011, được đăng trên Fujimi Fantasia Bunko của Fujimi Shobo. Có 22 tập được xuất bản ở Nhật Bản, tập cuối cùng có tựa đề "Tohka Good End Second Half" được xuất bản ngày 19 tháng 3 năm 2020.

### Manga
Date A Live (manga 2012) là chuyển thể manga của series Date A Live, do họa sĩ Ringo thể hiện, ra mắt vào 26 tháng 4 năm 2012. Tuy nhiên, do vấn đề sức khỏe của tác giả, nên bộ manga này đã đình bản vào cuối năm với chỉ 1 tập được xuất bản. Một phiên bản manga khác đã được phát hành vào 2014, với nét vẽ của họa sĩ Sekihiko Inui. Phiên bản này cũng bị đình bản do sức khỏe của tác giả.

### Anime
Anime được đạo diễn bởi Motonaga Keitaro và sản xuất bởi AIC PLUS+. Bộ phim có thể xem trực tuyến với chất lượng thấp hơn trên Niconico, với mỗi tập phim có sẵn một tuần trước khi công chiếu trên truyền hình. Tập đầu tiên đã được phát sóng vào ngày 06 tháng 4 năm 2013 trên Tokyo MX. Bài mở đầu có tên là "Date A Live" được hát bởi sweet ARMS, một nhóm nhạc gồm Nomizu Iori, Togashi Misuzu, Sadohara Kaori và Misato. Bộ phim sử dụng bốn bài chủ đề kết thúc: "Hatsukoi Winding Road" thể hiện bởi ba người là Tsumita Kayoko, Murai Risako và Tsukimiya Midori; "Save The World", "Save My Heart" và "Strawberry Rain" đều thể hiện bởi Nomizu Iori.
Sau khi phát sóng tập phim cuối cùng của mùa đầu tiên trên truyền hình, mùa thứ hai được công bố và chiếu vào tháng 4 năm 2014. Bài hát mở đầu được hát bởi sweet ARMS với tựa đề "Trust in you" và bài hát kết thúc được hát bởi Sadohara Kaori có tựa đề "Day to Story". Mùa này được sản xuất bởi Production IMS. Ngoài ra còn có một tập OVA được chuyển thể từ light novel "Date A Live Encore 3" (phần Kurumi Star Festival) được thêm vào anime mùa 2.
Mùa thứ nhất và thứ hai đã được cấp phép phát hành trực tuyến và video tại nhà ở Bắc Mỹ bởi Funimation và phát hành tại Úc bởi Madman Entertainment.
Mười hai tập của Date A Live III được chiếu vào tháng 1 năm 2019 và do hãng phim J.C.Staff sản xuất. Bài hát mở đầu là "I swear" được hát bởi sweet ARMS và bài hát kết thúc là "Last Promise" được hát bởi Yamazaki Erii.
Ngày 17 tháng 9 năm 2019, dự án anime mới được công bố là bản chuyển thể của tiểu thuyết spin-off Date A Live Fragment: Date A Bullet, phim được công chiếu tại các rạp phim Nhật Bản vào ngày 14 tháng 8 năm 2020. Phần thứ hai với tựa Date A Live Fragment:  Nightmare or Queen chiếu vào ngày 13 tháng 11 năm 2020. Phim do hãng Geek Toys sản xuất.
Ngày 16 tháng 3 năm 2020, mùa bốn của series anime do hãng phim Geek Toys thực hiện đã được công bố. Ban đầu, Date A Live IV dự kiến sẽ được phát sóng vào tháng 10 năm 2021. Tuy nhiên, do Đại dịch COVID-19 tại Nhật Bản diễn biến phức tạp, bộ phim bị dời sang năm 2022. Lịch phát sóng cụ thể là ngày 8 tháng 4 năm 2022. Mùa 4 kết thúc với tập 12 phát sóng vào ngày 24 tháng 6 năm 2022. Bài hát mở đầu là "OveR" thể hiện bởi Tomita Miyu và bài hát kết thúc là "S.O.S." thể hiện bởi sweet ARMS.
Sau khi mùa bốn kết thúc phát sóng, mùa thứ năm có tựa Date A Live V được công bố. Dàn diễn viên và nhân viên chính của mùa thứ tư tiếp tục thực hiện mùa năm. Mùa năm được chiếu từ ngày 10 tháng 4 đến ngày 26 tháng 6 năm 2024. Bài hát mở đầu có tựa đề "Paradoxes" do Tomita Miyu trình bày và bài hát kết thúc có tựa đề "Hitohira" do sweet ARMS trình bày. Crunchyroll cũng cấp phép phát hành cho mùa này.

### Trò chơi video
Một phiên bản game có tên Date A Live: Rinne Utopia được sản xuất bởi Compile Heart và Sting Entertainment phát hành vào 27 tháng 6 năm 2013 cho PlayStation 3. Một đoạn video quảng cáo được hiển thị tại Anime Contents Expo 2013. Trò chơi có một nhân vật mới có tên Sonogami Rinne, lồng tiếng bởi Hanazawa Kana. Một phiên bản PlayStation Vita của trò chơi đã được công bố phát hành trong mùa hè 2015, và sẽ có nhân vật mới và kịch bản.
Một phiên bản game khác tên Date A Live: Ars Install cũng đã được công bố và hai nhân vật là Maria Arusu và Marina Arusu. Game được phát hành 26 tháng 6 năm 2014. Famitsu đánh giá Ars Install ở mức 30/40.
Cả hai game này đều có thêm phần cập nhật với tên Date A Live Twin Edition: Rio Reincarnation do Compile Heart và Sting Entertainment phát hành vào ngày 30 tháng 7 năm 2015 cho PlayStation Vita. Đây là phần tiếp theo của 2 game trước đó với nhân vật và kịch bản mới. Nhân vật mới có tên Rio, được lồng tiếng bởi Sakura Ayane. Một đoạn video quảng cáo đã xuất hiện tại Date A Fes II.
Một phiên bản game thứ 4 mang tên Date A Live: Ren Dystopia (デート・ア・ライブ 蓮ディストピア, Dēto A Raibu: Ren Disutopia) được phát hành vào ngày 24 tháng 9 năm 2020. Ban đầu, nó được dự kiến phát hành vào ngày 18 tháng 7 năm 2019, nhưng vì một số lí do, trong đó có tình hình của Đại dịch COVID-19 tại Nhật Bản, nên mới bị dời sang thời gian này.

### Phim điện ảnh
Một bộ phim hoạt hình chiếu rạp đã được công bố thông qua tài khoản Twitter chính thức của loạt phim truyền hình khi quá trình phát sóng mùa thứ hai kết thúc. Trong sự kiện "Date A Live II", đoàn làm phim đã tiết lộ tựa phim và ngày ra mắt vào ngày 22 tháng 8 năm 2015, với câu chuyện gốc được giám sát bởi tác giả light novel gốc, Koushi Tachibana. Nobunaga Shimazaki, diễn viên lồng tiếng của Shido Itsuka, đã giới thiệu hình bóng của nhân vật chính mới, tên là Mayuri (万由里, Mayuri). Trong sự kiện "Sinh nhật Tohka" vào ngày 10 tháng 4, Sora Amamiya đã được xác nhận sẽ lồng tiếng cho Mayuri.

## Đón nhận
Tập đầu tiên của mùa anime đầu tiên đứng ở vị trí thứ tám trong tổng doanh số bán Blu-ray tại Nhật Bản trong tuần đầu tiên ra mắt trên bảng xếp hạng Oricon. Trò chơi PS3 Date A Live: Rinne Utopia đã bán được 23.340 bản bán lẻ vật lý trong tuần đầu tiên phát hành tại Nhật Bản. Đến tháng 10 năm 2015, toàn bộ bộ truyện đã bán được hơn bốn triệu bản.
Vào ngày 12 tháng 6 năm 2015, Bộ Văn hóa Trung Quốc đã liệt kê Date A Live II trong số 38 tựa anime và manga bị cấm ở Trung Quốc.